# Косы (Одесская область)
Косы (укр. Коси) — село, относится к Подольскому району Одесской области Украины.
Население по переписи 2001 года составляло 1012 человека. Почтовый индекс — 66344. Телефонный код — 4862. Занимает площадь 1,85 км². Код КОАТУУ — 5122983401.

## Местный совет
66344, Одесская обл., Подольский р-н, с. Косы

## Известные уроженцы
- Борщёв, Сергей Тимофеевич — Герой Советского Союза.